# Сиадизм
Сиадизм, или же Сомалийский научный социализм — наименование идеологии и государственного строя в Сомалийской Демократической Республике. Сиадизм был основан на мышлении и идеях Сиада Барре, правившего Сомали как тоталитарным государством с обширным культом личности между 1969 и 1991 годами.

## Приход к власти и политика Сиада Барре
Сиад Барре стал диктатором Сомали после захвата власти в 1969 году, будучи лидером Верховного революционного совета - военной хунты, управлявшей государством до своего роспуска в 1976 году. Хунта вскоре разработала программу развития, получившую название "Сомалийский революционный процесс". Барре обьявил рождение Сомалийской Демократической Республики. В 1970 году в первую годовщину переворота, который теперь стал называться революцией, руководители СДР объявили, что СДР будет идти по пути социалистического развития - по пути идеологии, названной Сиадом Барре "научным социализмом", которая была направлена на модернизацию экономики Сомали в соответствии с марксистскими и исламскими принципами. Новое сомалийское руководство Барре объявило, что в СДР будет создано «общество, основанное на труде и социальной справедливости». Под руководством Сиада Барре в том же году правительство национализировало землю, нефтяные и страховые компании, иностранные банки и т. д. Несмотря на продолжение национализации предприятий и то, что руководство страны стало уделять больше внимания централизованному планированию, главные источники благосостояния — скот и банановые плантации — оставались в руках частных владельцев, а внешнеторговые операции продолжили осуществляться торговцами-частниками. В первый период правления Барре строились перерабатывающие предприятия, фабрики и комбинаты; с 1969 по 1975 годы существенно вырос объём продукции в трёх из четырёх традиционных для Сомали отраслей лёгкой промышленности (консервированное мясо, молоко и текстильные изделия). Правительство также взяло на себя обязательство предоставления образовательных и медицинских услуг для населения и начало кмпанию по ликвидации безграмотности. Так же режим Барре развернул кампанию по созданию Сомалийской письменности. Сиад Барре назвал большими экономические успехи в социалистическом развитии, произошедшие за первые пять лет революции. После сильной засухи в 1974 году, руководство страны очень быстроосуществило программу переселения части населения.

## Идеи Сиадизма
По словам Барре, его идеология состояла из трех элементов: развитие общества, основанное на самообеспечении, марксистский социализм и ислам. Однако его идеи, которые он назвал научным социализмом, сильно отличались от того, что партийные идеологи продвигали в Советском Союзе или Китае: на деле это была смесь идей Маркса, Ленина, Мао, Муссолини, и Корана. В конечном итоге этот "Сомалийский научный социализм", пропагандируемый Барре, и стал известен как Сиадизм.
Сиадизм, со своими националистическими наклонностями, стремился к воссозданию Великого Сомали, ради чего режим Барре даже начал войну с соседней Эфиопией.